# 柴小聖
柴 小聖（しば このな、1988年2月14日 - ）は、日本の女優、タレント。栃木県小山市出身。事務所はえりオフィス業務委託。青山学院女子短期大学英文学科卒業。

## 略歴
2008年、ふかわりょうが別名でプロデューサーを務めたアイドルユニット・COSMETICSの一員としてデビュー。前後して本格的にモデル活動を展開。2009年末、COSMETICSを卒業。2010年2月、個人ブログをスタート。
2011年、アーティストハウス・ピラミッドに移籍し、イメージDVDを初リリース。2012年6月、日テレジェニック2012に選ばれ、ロンドンオリンピックのサポーターガールを務めた。2017年よりフリーランスで活動。2018年よりエースクルー・エンタテインメントに所属。再びフリーランスを経て、2020年4月にえりオフィスの所属となったのち2023年に業務委託となった。
『天元突破グレンラガン』シリーズや『舞台版 てーきゅう』、『戦国BASARA vs Devil May Cry』など舞台を中心に活動。
2024年2月19日、直前に全話が配信された婚活リアリティ番組『ラブデッドライン』（Netflix）でカップル成立となった一般人男性と前年末に結婚したことを自身のSNSで発表した。不妊治療を受けていることを公表しSNSでその発信などを行っていたが、同年9月に妊娠判明を報告。2025年4月24日、第1子男児を同日に出産したことをSNSで報告した。

## 人物
- 趣味は、ショッピング、歌、タップダンス、サッカー観戦。
- 特技は、フルート、ピッコロ、和太鼓、バレエ。
- 資格：中学英語教員免許[9][3]。
- 「小聖」は、本名である[1]。

## 出演

### テレビドラマ
- シュガーレス（2012年10月3日 - 12月26日、日本テレビ） - ハニー 役
- 嫌われる勇気（2017年3月2日、フジテレビ）
- 世にも奇妙な物語 '17秋の特別編 「夜の声」（2017年10月14日、フジテレビ） - 社員の妻 役

### 映画
- 東京喰種トーキョーグール（2017年7月29日公開）
- 闇金ドッグス7（2017年9月2日公開）

### 舞台
- ショーGEKI大魔王『新撰組〜幕末剣舞烈風伝〜』（2011年3月24日 - 29日、本多劇場） - 雪乃 役
- 女の平和（2011年12月3日 - 11日、俳優座劇場）
- ミュージカル ドリームハイ（2012年7月3日 - 20日、新国立劇場 中劇場） - チェン・アジョン 役
- ガダルカナル デパートメント（2012年12月12日 - 16日、中目黒キンケロ・シアター） - 蘭崎苺 役
- 劇団居酒屋ベースボール第12試合『クジラの歌』（2013年6月25日 - 7月7日、GEKI地下リバティ） - 真心 役
- ゴブレイシアター『ハムレット〜赤いキツネとみどりのハムレット〜』[10][11]（2013年9月10日 - 15日、シアターKASSAI） - 主演・刃武衛門 役
- ブリキの茶袱台（2013年10月15日 - 20日、GEKI地下リバティ）
- Reading Live Theater『こゝろ』（2013年12月19日 - 20日、全労済ホール／スペース・ゼロ）[12]
- 狐雨の花嫁（2014年2月15日 - 23日、笹塚ファクトリー）  - 主演・コウ 役
- 恋する、プライオリティシート（2014年4月16日 - 29日、吉祥寺シアター） - マイマイ 役
- 恋とパズルとシャンプーと。（2014年7月2日 - 6日、シアターKASSAI）
- 天元突破グレンラガン〜炎撃篇 其の壱〜（2014年10月22日 - 27日、全労済ホール／スペース・ゼロ） - ヨーコ 役
  - 天元突破グレンラガン〜炎撃篇 其の弐、其の参〜（2015年9月17日 - 22日、シアター1010）
- 鬼切丸（2015年1月24日 - 2月1日、あうるすぽっと） - さやか 役
- SIX DAYS（2015年4月22日 - 26日、シアターサンモール） - コレット 役
- アリスインプロジェクト『ヨルハ Ver.1.1[13]』（2015年5月26日 - 30日、新宿村LIVE） - デルタ部隊・ヨルハ二十一号 役
- 倫敦影奇譚シャーロック・ホームズ〜銀髪の使者と七人の容疑者（2015年6月17日 - 21日、六行会ホール） - エヴァ ホワイトシェル 役
- 舞台版 てーきゅう〜先輩とめぐりあう時間たち〜（2015年7月29日 - 8月2日、日本芸術専門学校 大森校劇場） - 板東まりも 役
- 戦国BASARA vs Devil May Cry（2015年8月20日 - 30日、AiiA 2.5 Theater Tokyo） - レディ 役
- 『From Chester Copperpot』「Cornelia（）」（2015年11月14日 - 29日、東京芸術劇場 シアターウエスト） - 少女・マリー 役
- 「カードファイト!! ヴァンガード」〜バーチャル・ステージ〜（2016年1月5日 - 11日、AiiA 2.5 Theater Tokyo） - 鳴海アサカ 役
  - 「カードファイト!! ヴァンガード」〜バーチャル・ステージ〜 リンクジョーカー編（2017年4月1日 - 9日、AiiA 2.5 Theater Tokyo）
- DMM.yell presents 舞台『熱いぞ！猫ヶ谷!![14]』（2016年3月16日 - 20日、品川プリンスホテル クラブeX） - 桜木先生 役
- 平成時代劇 片肌☆倶利伽羅紋紋一座「ざ☆くりもん」第十七回本公演 『晒場慕情〜恋慕の木遣り唄〜』（2016年4月20日 - 26日、シアターグリーン BASE THEATER） - 吾妻 役
- 舞台版『実は私は[15]』（2016年5月11日 - 15日、新宿村LIVE） - 紫々戸獅穂 役
- ビッグファイタープロジェクト『キャプテンハーロック〜次元航海〜[16]』（2016年6月8日 - 12日、新宿村LIVE） - ミーメ 役
- コノエノ！旗揚げ公演!! 木乃江祐希×演出えのもとぐりむ×マジック監修RYOTA『エリコ・オブ・ザ・デッド』（2016年6月29日 - 7月3日、シアター711） - ナナ 役
- 舞台『城下町のダンデライオン』（2016年8月9日 - 14日、CBGKシブゲキ!!） - 櫻田奏 役
- 舞台版『ReLIFE/リライフ』（2016年9月8日 - 19日、サンシャイン劇場 / 9月24日 - 25日、梅田芸術劇場 シアター・ドラマシティ） - 小野屋杏 役
- 平成28年度（第71回）文化庁芸術祭参加公演 音楽劇『ダニー・ボーイ〜いつも笑顔で歌を〜』（2016年10月26日 - 29日、東京国際フォーラム ホールC / 11月5日 - 6日、新歌舞伎座） - 若き日の桃山ツネ 役[17] - 極東組曲ふじ 役
- 舞台『カフェ・パラダイス』（2016年11月23日 - 27日、銀座博品館劇場） - 鈴木朝子 役
- PREMIUM 3D MUSICAL『英雄伝説 閃の軌跡』（2017年1月8日 - 15日、Zeppブルーシアター六本木） - エマ・ミルスティン 役
- 舞台『The Red Moon Night－月が飛ぶ夜－』（2017年2月22日 - 26日、新宿村LIVE） - キャンディ 役
- ぐりむの法則 東京公演『ソウサイノチチル』（2017年4月26日 - 5月3日、新宿村LIVE） - アユ 役
- 舞台 ハイスクール！奇面組（2017年6月1日 - 4日、全労済ホール／スペース・ゼロ） - 天野邪子 役[18][19][20]
- Produce team Office54 朗読劇『学園デスパネル』（2017年8月11日、座・高円寺2）
- 朝劇 西新宿『恋の遠心力』（2017年8月20日・27日・9月3日・10日・17日・10月7日・8日・11月4日・11日・12月17日、GLASS DANCE 新宿） - あすか 役
- 舞台『K-MISSING KINGS-』（2017年10月19日 - 22日、京都劇場 / 10月26日 - 29日、天王洲 銀河劇場） - ネコ 役
  - 舞台『K -RETURN OF KINGS-』（2019年3月1日 - 10日、天王洲 銀河劇場 / 3月15日 - 17日、メルパルクホール大阪）
- チャピロック 舞台『ハーフブリード・プロトコル』（2017年11月21日、BASEMENT MONSTAR 王子） ※日替りゲスト
- イッショウガイ（2017年12月22日 - 28日、新宿シアターモリエール） - 花凛 役
- ADKアーツコレクションvol.1『冬の四重奏〜4名の演出家によるオムニバス朗読劇〜』（2018年2月7日 - 11日、全労済ホール／スペース・ゼロ） - 【Fancy you】桑折李緒子 役
- ぐりむの法則 paradigm shift.1『カナリアイロニカル』（2018年4月3日 - 8日、ポケットスクエア テアトルBONBON） - 黒須ナオミ 役
- LIVEDOGプロデュース公演『ファントム・チューニング外伝〜調霊探偵・四十万六九六の伝承譚〜』（2018年5月9日 - 13日、新宿村LIVE） - 田所英美子、四十万映見 役
- Otona Project 第十五弾 爆走おとな小学生 第四回特別授業『こっちにおいで、ジョセフィーヌ』◆team Pluie（2018年5月23日 - 27日、新宿村LIVE） - 0120 役
- 朗読劇『きくえのもとぐりむ』（2018年7月21日 - 22日、Special Colors）
- BURRRN!!!〜無稽・本能寺〜（2018年8月15日 - 18日、月島社会教育会館）
- アドリブ心理劇『レジスタンスイレブン〜クリスマスを守り抜け〜』（2018年12月8日 - 16日、コフレリオ 新宿シアター）
- 呪いの万華鏡〜図地反転〜（2018年12月21日 - 24日、ポケットスクエア 劇場HOPE）
- 縁劇ユニット流星レトリック presents reading live『Celestine #3』（2019年1月19日 - 20日、チヨダウーテ 東京支社 1階特設会場）
- アドリブ心理劇『レジスタンスイレブン〜集いはサクラの樹の下で〜』（2019年4月5日 - 6日、上野ストアハウス）
- 縁劇ユニット流星レトリック第4回公演『遥か彼方に揺蕩う星空』（2019年4月10日 - 14日、萬劇場）
- Otona Project 第二十五弾 爆走おとな小学生 第九回課外授業『ミーンナジブンガカワユス』（2019年7月23日 - 28日、ポケットスクエア 劇場MOMO）
- アドリブ心理劇『レジスタンスイレブン〜バレンタインを守り抜け！〜』ガールズ版（2020年2月11日・12日、コフレリオ 新宿シアター）
- ぐりむの法則『えのもとぐりむ朗読劇 三部作』「コインランドリーカタルシス」（2020年6月26日・27日・7月5日、赤坂RED/THEATER）
- 劇メシ BetsuBara.03『アヒルがウサギをつかまえました』（2020年7月17日 - 19日、PITCH CLUB）
- Otona Project 第三十二弾 爆走おとな小学生 第十四回全校集会『初等教育ロイヤル』白組（2020年12月25日 - 27日、COOL JAPAN PARK OSAKA TTホール / 2021年1月7日 - 8日、シアター1010[注釈 2]） - 清水さん 役
- WORLD〜Change The Sky〜（2021年6月27日 - 7月4日、なかのZERO 大ホール） - 相沢玲香 役
  - WORLD〜Run for the Sun〜（2022年9月3日 - 11日、こくみん共済 coop ホール／スペース・ゼロ）[21]
- コミック探偵（2022年3月30日 - 4月3日、シアターグリーン BIG TREE THEATER） - シックザール 役[22]
- 舞台『BOYS DOLL HOUSE〜はい！よろこんで！〜』（2022年10月7日 - 10日、新宿村LIVE） - 人形師 役[23]
- 溝ノ口劇場プロデュース公演 朗読劇『100年越しの初恋 vol.3』（2023年8月10日・12日・14日・9月10日[注釈 3]、溝ノ口劇場） - 真希 役[24]
- くちなし第4回公演『柵で囲う檻の柵』（2023年9月27日 - 10日1日、上野ストアハウス） - 犀桃子 役[25]
- ぐりむの法則『東京のぺいん』（2023年12月29日 - 31日、赤坂RED/THEATER） - 琴音 役[26]

### CM
- マツダ「デミオ」（2011年10月 - ）
- グリコ乳業「Dororich（ドロリッチ）」（2012年10月 - 2013年3月） - ドロリッチガールズ1期生の一人として出演

### テレビバラエティ
- 眠れぬ街のアプリンス（2011年5月26日 - 9月29日、日本テレビ）
- PON!（2011年7月7日、日本テレビ）
- みちゃえる!（2011年7月14日 - 、中部日本放送）
- 奇跡体験!アンビリバボー（2011年7月21日、フジテレビ）
- バナナマンの神アプリ@（2011年8月10日 - 、テレビ東京）
- 24時間テレビ 「愛は地球を救う」34（2011年8月20日 - 21日、日本テレビ）
- 世界まる見え!テレビ特捜部（2011年8月29日、日本テレビ）
- いつも!ガリゲル（2011年9月14日、読売テレビ）
- 浜ちゃんが!（2011年10月27日、読売テレビ）
- ダウンタウンDX（2011年11月24日、読売テレビ制作・日本テレビ系列）
- アイドルの穴〜日テレジェニックを探せ!〜（2012年4月8日 - 2012年6月23日、日本テレビ）
- 絆体感TV 機動戦士ガンダム 第07板倉小隊 REV.2（2012年5月2日、テレビ東京）
- ハードル・プードル 〜若者応援バラエティー（2012年5月19日、テレビ朝日）
- 女神降臨 #44（2012年5月25日、MONDO TV）
- 芸人報道女性記者公開オーディション（2012年6月5日・6月12日・6月19日、日本テレビ）
- サタデーバリューフィーバー「愛する姫のために」（2012年7月21日、日本テレビ）
- 買っていいとも！〜真夜中はウキウキショッピング〜（2012年7月22日、日本テレビ）
- アイドル☆リーグ！（2012年7月26日、日本テレビ）
- 24時間テレビ 「愛は地球を救う」35（2012年8月25日 - 26日、日本テレビ）
- 日テレ系人気番組の最強先生が来襲 秋の番組対抗スペシャル（2012年10月6日、日本テレビ）
- ランク王国（2012年12月2日、TBS）
- 前人未「答」の調査バラエティ シラベテミタイ（2012年12月27日、日本テレビ）
- お願い!ランキング（2013年1月31日、テレビ朝日）
- 中井正広のブラックバラエティ （2013年3月24日・3月31日、日本テレビ）
- お試しかっ!&お願い！ランキング サタデー 特別編（2013年7月27日、テレビ朝日）
- 革命！グラドル新党 #2（2013年8月3日 - 9月3日、アイドル専門チャンネルPigoo）
- サンデー・ジャポン（2016年2月28日、TBS）
- アニメちゃんに会える国（2017年4月10日 - 、TOKYO MX）

### 配信バラエティ
- ラブデッドライン（2024年1月23日 - 2月13日、Netflix）

### その他の番組
- しばこのなかみ（2017年7月19日 - 、WALLOP）

### ゲーム
- ELCHRONICA - アマリス 役

### Web
- ロバート秋山のクリエイターズ・ファイル No.33 「ラーメンウォッチャー・ヌードルブロガー 伊吹のり崇」（2017年）[27]

### ナレーション
- やべっちスタジアム #93（2022年10月16日、DAZN）

## 作品

### 映像作品
- はじめまして！小聖です（2011年6月25日、エスデジタル）
- SWEET（2012年1月27日、マックス）
- Saint Love〜愛の誓い〜（2012年4月27日、グラッソ）
- もものな（2012年7月20日、M.B.D.メディアブランド）
- このなの夏休み（2012年10月26日、グラッソ）
- 初恋つなぎ（2013年1月24日、ギルド）

### デジタル写真+ムービー作品集
- konona（2011年8月15日、石川信介撮影、ファンプラス・GザテレビジョンPLUS配信）